# Dumitru Mociorniță
Dumitru Mociorniță (n. 5 august 1885, Țintea, Prahova – d. 17 septembrie 1953, Ploiesti) a fost un mare întreprinzător român din perioada interbelică, în domeniul încălțămintei și pielăriei.

## Scurtă biografie
S-a născut într-o familie săracă de țărani din Prahova. Se spune că învățătorul din clasele primare l-a așezat în spatele clasei, pentru că nu avea papuci în picioare. A studiat la Liceul „Sfinții Petru și Pavel” din Ploiești și la Liceul Economic „Kretzulescu” din București. La examenul de bacalaureat, a fost remarcat de Ion I. C. Brătianu care i-a oferit o bursă la Școala Superioară de Comerț din București, iar mai apoi la Școala Superioară de Industrie din Paris.
După absolvire, a lucrat ca reprezentant al unei firme din Hamburg. A refuzat să se mute în Statele Unite ale Americii și s-a întors în România, unde a început să lucreze pentru industriașul Grigore Alexandrescu. S-a căsătorit cu fiica acestuia.

### Industriaș
În 1923 a înființat fabrica de încălțăminte Mociorniță, pe un teren viran la marginea Bucureștiului, pe baza unui împrumut de 30 milioane lei, și cu utilaje aduse în leasing din Germania și din Marea Britanie. Fabrica avea să devină în scurt timp cel mai important producător de încălțăminte din România interbelică.

### Politician și deținut politic
A făcut parte din Partidul Național Liberal, pe care l-a reprezentat în Parlament ca deputat și mai apoi senator de Ilfov.
După instaurarea regimului comunist a refuzat să emigreze. A fost arestat și condamnat la închisoare; aceeași soartă avea să o aibă și fiul său, Ion. A murit în închisoare în 1953.